# Barbula taylorii
Barbula taylorii là một loài rêu trong họ Pottiaceae. Loài này được Lindb. mô tả khoa học đầu tiên năm 1863.